# Малка мечка
Малка мечка е съзвездие в северното полукълбо. То е едно от 88-те съвременни съзвездия, а също така е и едно от 48-те съзвездия, описани от Птолемей. То е известно с факта, че се намира на мястото на северния небесен полюс, въпреки че това ще се промени след няколко века, благодарение на прецесията на земната ос.

## Видими особености
Разположението на седемте най-ярки звезди на Малката мечка наподобява вида на черпак. Звездата в края на дръжката на черпака е Полярната звезда – Северната звезда. Полярната звезда може да бъде открита и ако се следва мислената линия, преминаваща през двете звезди, които оформят края на „черпака“ на намиращата се наблизо Голяма мечка.
Полярната звезда (α UMi), най-ярката звезда в това съзвездие, е жълт свръхгигант с видима звездна величина 2,02m. Тя принадлежи към класа на променливите цефеиди. Съвсем малко по-тъмна е Кохаб (β UMi) – оранжев гигант с видима величина 2,08m в другия край на съзвездието. В периода приблизително от 2000 г. пр.н.е. до 500 г. тя е била най-близко до посоката север и е служила за полярна звезда.
Четирите звезди, които оформят „черпака“ на Малката мечка са характерни с това, че са от втора, трета, четвърта и пета величина. Така те могат да се използват за определяне на величината на други звезди или за изпробване на остротата на зрението.

## Обекти от дълбокия космос
Джудже малка мечка, е галактика джудже, разположена в региона на съзвездието.

## История
Смята се, че съзвездието е дефинирано през 6 в. пр. Хр. от гръцкия астроном Талес Милетски, но със сигурност е било използвано и преди като пътеводител от мореплавателите.
В древни времена, Малката мечка била наричана „Драконово крило“ и се смятала за част от съзвездието Дракон. Древногръцкият поет Аратус наричал съзвездието Κυνόσουρα (куносоура), което означава „кучешка опашка“. Името по-късно е адаптирано към латински и променено на Cynosura.

## В митологията
Малката мечка, която е съставена от малък брой звезди, видими с невъоръжено око, смътно наподобява мечка с необикновено дълга опашка. Съзвездието, заедно с Голямата мечка, формира основата на мита за Калисто. Смята се, че необикновено дългата опашка на мечката се дължи на постоянното и въртене (на опашката) около полюса.
Вариант на историята, където Воловар представлява Аркас, малката мечка се счита за кучето му. Това е най-стария мит, който обяснява както дължината на опашката, така и наричането на съзвездието „Малка Мечка“ (опашката на кучето) от ескимосите.
По-рано, Малката мечка се считала просто за седем близки звезди и в митологията били отбелязани като сестри. В ранната гръцка митология, седемте звезди в Малката мечка били считани за хеспериди – дъщерите на Атлас. Заедно с другите съзвездия в зодиакалния знак на Везните, били свързани с ябълките на хесперидите, част от дванадесетте подвига на Херкулес.